# それはそれシスターズ
それはそれシスターズ（それはそれシスターズ）は、佐々木ヤス子（ささきやすこ）、是常祐美（これつねゆみ）、嘉納みなこ（かのうみなこ）、遠坂百合子（とおさかゆりこ）の4人の女優によって2015年8月に結成されたオンラインドラマユニット。2017年11月、エミィ賞グランプリにおいて、作品賞受賞。

## 概要
2015年4月ごろ、主に関西小劇場で活動していた佐々木ヤス子が嘉納みなこに声をかけ、大阪・京橋のドトールでオンラインドラマユニットを結成することを決議。二人では心もとないという理由から、親交のあった女優である是常祐美・遠坂百合子に声をかけた。ユニット名を、「穀つぶし四姉妹」「ひ～ふ～４姉妹」「それはそれシスターズ」のどれにするか一般投票を行い、「それはそれシスターズ」に決定した。
「神戸・北野坂に住む、実家に金があったために時代に取り残された4姉妹」という設定のオンラインドラマの配信、また舞台作品の創作などもしている。
2017年11月20日に近鉄アート館で行われたエミィ賞グランプリにおいて、「それはそれ白雪姫」（脚本・演出：嘉納みなこ、出演：佐々木ヤス子・是常祐美・嘉納みなこ・遠坂百合子、衣装：白野景子、音源編集：八木進）を発表し、作品賞を受賞した。

## メンバー
佐々木ヤス子
フリーの役者。神戸大学 発達科学部 人間表現学科卒業。在学中より演劇活動を開始する。off-Nibroll、劇団レトルト内閣、劇団壱劇屋、劇団ガバメンツ、かのうとおっさん、などに出演。京都ノンバーバルパフォーマンス『ギア-GEAR-』のドールパートでレギュラー出演中。実家が800年続く由緒正しい寺である。
是常祐美
演劇ユニット「シバイシマイ」主宰。シバイシマイでは演出を担当。宝塚時代の天海祐希に憧れ、高校から演劇の道へ入る。近畿大学覇王樹座出身。Mouse-Piece-ree、DOORプロデュース、演劇ユニットスイス銀行、かのうとおっさんなどに出演。年間10本ほどの舞台に出演している。
嘉納みなこ
コメディーユニット「かのうとおっさん」所属。それはそれシスターズでは脚本・演出を担当している。大阪外国語大学（現大阪大学）地域文化学科モンゴル語専攻卒業。高校から演劇を始める。2016年よりkiss FM KOBEラヴィーナ＆メゾンSTORY FOR TWOにてレギュラー作家を務める。
遠坂百合子
演劇プロデュースユニット「リリーエアライン」主宰。ジュニアミュージカル劇団Little☆Starと堺こどもミュージカルの座付き作家・演出家。1990年～1999年、劇団惑星ピスタチオ所属。劇団Patch、劇団レトルト内閣、かのうとおっさんなどに出演。

## 関連団体
- シバイシマイ
- かのうとおっさん
- リリーエアライン